# Youri Sergueïev
Pour les articles homonymes, voir Sergueïev.
Youri Sergueïev (ukrainien : Юрій Анатолійович Сергеєв) (5 février 1956, Léninakan, Arménie) est un diplomate et homme politique ukrainien, qui fut ambassadeur extraordinaire et plénipotentiaire pour l'Ukraine et représentant permanent de l'Ukraine auprès des Nations unies.

## Biographie

### Jeunesse et éducation
Né le 5 février, 1956 à Léninakan (Arménie), Youri Sergueïev est diplômé de l'université nationale Taras-Chevtchenko de Kiev, où il obtient son doctorat en 1981. Il parle couramment anglais, russe et français.

### Carrière politique
1981-1992 - adjoint, guide bénévole à la faculté de philologie à l'université nationale Taras-Chevtchenko de Kiev, directeur adjoint de l'Institut pour le patrimoine ukrainien.
Avril 1992 - septembre 1993 - Directeur, service de presse du ministère des Affaires étrangères de l'Ukraine.
Août - Décembre 1994 - Directeur, secrétariat du ministre de Affaires étrangères de l'Ukraine.
Décembre 1994 - janvier 1997 ; septembre 1993 - août 1994 - Directeur, direction de l'Information du ministère des Affaires étrangères de l'Ukraine.
Janvier - Novembre 1997 - Conseiller - délégué de l'ambassade d'Ukraine au Royaume-Uni de Grande-Bretagne et d'Irlande du Nord.
Novembre 1997 - Décembre 2000 - Ambassadeur extraordinaire et plénipotentiaire de l'Ukraine auprès de la Grèce et l'Albanie (avec Athènes pour résidence).
Décembre 2000 - Février 2001 - Directeur général, direction générale de la politique étrangère de l'Administration du président de l'Ukraine.
Février - Juillet 2001 - Vice-ministre des Affaires étrangères de l'Ukraine.
Juillet 2001 - Mars 2003 - Secrétaire d'État du ministère des Affaires étrangères de l'Ukraine.
Mars 2003 - Avril 2007 - Ambassadeur extraordinaire et plénipotentiaire de l'Ukraine en France, représentant permanent de l'Ukraine auprès de l'Organisation des Nations unies pour l'éducation, la science et la culture (UNESCO).
Avril 2007 - Représentant permanent actuel de l'Ukraine à l'Organisation des Nations unies.
2008 - Actuel ambassadeur extraordinaire et plénipotentiaire de l'Ukraine auprès des Bahamas (il réside toutefois à New York).

## Récompenses et décorations
- Avril 2003, l’ordre ukrainien « Pour le Mérite »
- Décret honoraire du ministère des Affaires étrangères de l'Ukraine

## Rang diplomatique
- Ambassadeur extraordinaire et plénipotentiaire de Ukraine.